# تفجيرات القيادة العامة في صور
تفجيرات القيادة العامة في صور المعروف أيضا باسم كارثة صور كان عبارة عن تفجيرين انتحاريين ضد مقر قيادة جيش الاحتلال الإسرائيلي في صور بلبنان في عامي 1982 و1983. أسفر الانفجاران عن مقتل 103 إسرائيليين و46-59 لبناني وإصابة 95 شخص بجروح. تعتبر أسوأ الخسائر التي لحقت بالجيش الإسرائيلي. تعتقد إسرائيل أن مسئولية الانفجارين يتحملهما [[الحزب القومي السوري الإجتماعي ].

## التفجير الأول
بعد غزو لبنان في يونيو أنشأ الجيش الإسرائيلي مواقع قيادة لإدارة المدن التي احتلها. في 11 نوفمبر 1982 أصابت سيارة بيجو محملة بالمتفجرات المبنى المكون من سبعة طوابق الذي يستخدمه الجيش الإسرائيلي لحكم صور. أدى الانفجار الذي سوى المبنى بالأرض وقتل 75 جندي إسرائيلي ورجل شرطة من الحدود ووكلاء الشاباك. بالإضافة إلى ذلك قتل في كل مكان من 14-27 سجين لبناني وفلسطيني كانوا تحتجزهم إسرائيل. أصيب 27 إسرائيلي و28 عربي بجراح.
قالت الحكومة الإسرائيلية بعد الانفجار مباشرة ومازالت تصر حتى يومنا هذا على أن الانفجار كان حادث ناجم عن انفجار اسطوانات الغاز. هذا يتعارض مع الشهود الثلاثة الذين شاهدوا سرعة دخول سيارة بيجو للمبنى وتحديد أجزاء السيارة في أنقاض المبنى ووجود تقرير الشاباك الذي يصف استعدادات الحزب القومي السوري الإجتماعي للتفجير.
هناك أيضا نصب تذكاري بالقرب من بعلبك مكرس لسناء محيدلي البالغة من العمر 17 عام وهي الانتحارية المسؤولة عن الهجوم.

## التفجير الثاني
بعد ما يقرب من عام تقريبا وقع قصف متطابق تقريبا في صور. قام مفجر انتحاري بالاقتحام بشاحنة صغيرة مليئة بالمتفجرات في مبنى للشاباك في قاعدة للجيش في صور. أسفر الانفجار عن مقتل 28 إسرائيلي و32 سجين لبناني وجرح نحو 40 آخرين.

## وصلات خارجية
- عندما تكون في روما، لا تنسى القنابل عام 1983 - مقال عن أحمد قصير
- التضحية و «الاستشهاد الذاتي» في لبنان الشيعي
- انتحار القوة العظمى: الاستشهاد كسلاح من أسلحة الدمار الشامل